# Udabno
Udabno (georgiska: მთა უდაბნო, azerbajdzjanska: Udabno Dağı) är ett berg på gränsen mellan Georgien och Azerbajdzjan. Det ligger i den nordvästra delen av landet, 400 km väster om huvudstaden Baku. Toppen på Udabno är 878 meter över havet, eller 149 meter över den omgivande terrängen. Bredden vid basen är 9,3 km.
Terrängen runt Udabno är huvudsakligen kuperad, men österut är den platt. Runt Udabno är det ganska tätbefolkat, med 72 invånare per kvadratkilometer.. Närmaste större samhälle är Kochvelili, 15,7 km sydväst om Udabno.
Trakten runt Udabno består i huvudsak av gräsmarker.